# Cytheretta louisianensis
Cytheretta louisianensis är en kräftdjursart som beskrevs av Kontrovitz 1979. Cytheretta louisianensis ingår i släktet Cytheretta och familjen Cytherettidae. Inga underarter finns listade i Catalogue of Life.